# Lakaja (řeka)
Lakaja je řeka 3. řádu ve východní části Litvy, ve Vilniuském kraji, v okrese Švenčionys. Je to pravý přítok řeky Žeimena, do které se vlévá 48,8 km od jejího soutoku s řekou Vilija (která se od tohoto soutoku dále nazývá Neris) u vsi Santaka. Z jezera Juodieji Lakajai (které je severozápadně od tohoto výtoku průlivem spojeno s jezerem Baltieji Lakajai) vytéká směrem severním a hned počíná meandrovat, dále se postupně přes směr severovýchodní a východní stáčí do směru celkově jihovýchodního, ve kterém pokračuje většinu svého toku. Protéká stejnojmennou vsí Lakaja, dále protéká jezery Aldikis (19,7 ha) a Lakajos neboli Lakaja (plocha: 73,9 ha; neplést s jezerem Lakaja, které je v blízkosti severního břehu jezera Juodieji Lakajai, něco přes 1 km na západ od výtoku řeky Lakaji z jezera Juodieji Lakajai). Její tok spadá do krajinného parku Labanoro regioninis parkas. Od výtoku z jezera Lakajos spadá také do chráněného území ichtyologické rezervace Žeimenos ichtiologinis draustinis. Protože vytéká z velikého jezera (plocha: Juodieji Lakajai - 495 ha, s ním spojené jezero Baltieji Lakajai - 699,8 ha, celkem 1 194,8 ha), úroveň její hladiny celoročně málo kolísá.

## Vodácká trasa
Lakaja je oblíbena vodními turisty pro její malebné břehy a nenáročnou trasu . Proud řeky je poklidný, bez peřejí, jen místy se mohou vyskytnout vývraty nebo nízké mostky. Může být součástí delší trasy, začínající v jezeře Stirniai (855,4 ha) .

## Přítoky
- Do jezera Baltieji Lakajai

| Hydrologické pořadí | Řeka       | Délka (km) | Povodí (km²) | Ústí kde    | Koordináty ústí                  |
| ------------------- | ---------- | ---------- | ------------ | ----------- | -------------------------------- |
|                     | Papiškinis |            |              | Mateliai    | 55°12′42″ s. š., 25°32′58″ v. d. |
| 12110219            | Rudesa     |            |              | Rudesa      | 55°12′26″ s. š., 25°31′37″ v. d. |
|                     | Kamužė     |            |              | Kamužė      | 55°13′13″ s. š., 25°33′2″ v. d.  |
| 12110221            | Mindupė    |            |              | Ažuraiščiai | 55°13′13″ s. š., 25°35′59″ v. d. |
| 12110222            | Stirnė     |            |              | Antlakaja   | 55°13′17″ s. š., 25°37′2″ v. d.  |
| 12110224            | Rašelė     |            |              | Raša        | 55°12′46″ s. š., 25°39′12″ v. d. |

- Do jezera Juodieji Lakajai

| Hydrologické pořadí | Řeka             | Délka (km) | Povodí (km²) | Ústí kde | Koordináty ústí                  |
| ------------------- | ---------------- | ---------- | ------------ | -------- | -------------------------------- |
| 12110211            | JL - 1           |            |              |          |                                  |
| 12110212            | Kertuojos upelis |            |              | Kertuoja | 55°11′16″ s. š., 25°38′37″ v. d. |
| 12110210            | Lakaja - odtok   |            |              | Lakaja   | 55°10′46″ s. š., 25°40′45″ v. d. |

- Levé:

| Hydrologické pořadí | Řeka                  | Délka (km) | Povodí (km²) | Vzdálenost od ústí (km) | Ústí kde  | Koordináty ústí                |
| ------------------- | --------------------- | ---------- | ------------ | ----------------------- | --------- | ------------------------------ |
|                     | Gudūnėlė              |            |              |                         | Imuliškis | 55°9′44″ s. š., 25°45′ v. d.   |
| 12110225            | Peršokšna ( - Dumblė) | 26,4       | 105,3        | 6,3                     | Lamanina  | 55°7′31″ s. š., 25°54′5″ v. d. |

- Pravé:

Řeka nemá významné pravé přítoky.

## Sídla při řece
- Lakaja, Fedariškiai, Žukaučizna, Vilkaslastis, Santaka